# آخرین عشق
آخرین عشق (انگلیسی: Second to Last Love) یا سایی‌گو کارا نی‌بان‌مه نو کویی (最後から二番目の恋 My Second Last Love) یک مجموعه تلویزیونی ژاپنی با بازی کیوکو کویزومی و کی‌ایچی ناکای است. فصل اول این مجموعه از ۲۲ مارس ۲۰۱۲، پنجشنبه‌ها ساعت ۲۲:۰۰ تا ۲۲:۵۴ در فوجی تی‌وی پخش شد. فصل دوم با نام زوکو—سایی‌گو کارا نی‌بان‌مه نو کویی (続・最後から二番目の恋) از ۱۷ آوریل تا ۲۶ ژوئن ۲۰۱۴، از فوجی تی‌وی پخش شد.